# Juratinden
Juratinden o Gjuratinden és una muntanya de 1.712 msnm situada a la frontera dels municipis de Nesset i Rauma, al comtat de Møre og Romsdal, Noruega. Es troba a uns 15 quilòmetres a l'est d'Isfjorden i prop de 20 quilòmetres a l'est d'Åndalsnes. El llac Eikesdalsvatnet es troba a uns 5 quilòmetres a l'est de la muntanya. La muntanya Kyrkjetaket es troba a uns 9 quilòmetres al nord-oest. La pujada cim està a prop d'aleatorització, però es recomana una corda per als últims 20 a 30 metres.